# Skyworks Solutions
Skyworth Solutions est une entreprise américaine basée à Woburn, au Massachusetts, spécialisée dans la fabrication de semi-conducteurs pour mobile.

## Histoire
Elle est issue de la fusion entre Conexant et la division sans-fil de Conexant en 2002. 
En octobre 2015, Skyworks Solutions lance une offre d'acquisition sur PMC-Sierra (en), une entreprise de semi-conducteurs, pour 2 milliards de dollars, avant d'être concurrencée par plusieurs offres supérieures de la part de Microsemi dont une de 2,33 milliards de dollars. En novembre 2015, Skyworks Solutions abandonne son offre d'acquisition
En avril 2021, Skyworks Solutions annonce l'acquisition des activités d'infrastructure de Silicon Labs pour 2,75 milliards de dollars.